# 城彰二
城 彰二（じょう しょうじ、1975年6月17日 - ）は、北海道室蘭市生まれ、鹿児島県姶良郡加治木町（現：姶良市）育ちの元プロサッカー選手。現役時代のポジションはフォワード。元日本代表。
1998年ワールドカップフランス大会日本代表メンバー。

## 経歴

### 高校時代まで
北海道に生まれる。小学生時代にサッカーのビデオを借りてフランク・オルデネビッツ（後にチームメイトとなる）のプレーに熱中していた。中学生の時に名古屋市立日比野中学校を経て両親の出身地である鹿児島県へ引っ越す。
姶良市立加治木中学校、鹿児島実業高等学校卒業。
鹿児島実業高校サッカー部では松澤隆司監督の指導を受け、2年先輩に前園真聖や藤山竜仁や遠藤拓哉（遠藤彰弘・遠藤保仁の兄）、同学年に遠藤彰弘や横山博敏、2年後輩に平瀬智行などがいた。
高校3年時の高校サッカー選手権大会第72回大会でベスト4に入った（大会得点王はチームメイトの野見山秀樹）。

### Jリーグ加入
卒業後はJリーグのジェフユナイテッド市原に加入。デビュー戦でゴールを挙げ、それから4試合連続ゴールを挙げるなど注目を集めた。
市原では若くしてチームを象徴する選手となるが、日本代表での活躍や海外移籍などを見据えたキャリアアップを理由にして1997年に横浜マリノス（1999年から横浜F・マリノス）へ移籍した。マリノスでは高校の同期生遠藤と同僚となり、チームの中心選手として活躍した。

### 日本代表での活躍
アトランタオリンピックを目指す五輪代表チームに選出され、アジア予選ではもう1人のエースであった小倉隆史が最終予選前に負傷離脱した事もあり、前線の軸を担い28年ぶりの本大会出場に貢献。韓国との決勝では1-2で敗れはしたものの、オーバーヘッドシュートを決めた。1996年の本大会にも出場し、結果はグループリーグ敗退だったが、ブラジル戦では相手GKジーダと競り合って伊東輝悦のゴールを演出し、マイアミの奇跡と呼ばれる勝利に貢献した。
1997年には、フランスW杯アジア最終予選で悲願の初出場に貢献した。11月16日、日本がイランを破って本大会出場を決め、ジョホールバルの歓喜と呼ばれたアジア第3代表決定戦では同点ゴールを決めた。
1998年、エースストライカーとして臨んだフランスW杯本戦では得点することが出来なかった。チームも3戦全敗を喫して、特にアルゼンチン戦ではTVで解説を務めていたラモス瑠偉により「シュートを外してヘラヘラ笑っている」と激しく批判され、戦犯として日本中で批判を受けた。帰国時に激怒したサポーターから水攻めをくらっている。ただし、ラモス本人からは後にこの発言について謝罪されている。
フランスW杯以後も代表に選出されていたが、2001年3月の対フランス戦を最後に代表から外れた。

### スペイン挑戦
城はフランスW杯での挫折からの巻き返しを誓い、後のJリーグでゴールを量産。そして2000年1月、念願だった欧州リーグに挑戦する事となる。
スペインのリーガ・エスパニョーラ1部・レアル・バリャドリードへシーズン途中でレンタル移籍し、ほぼレギュラーとして活躍。得点こそオビエド戦で挙げた2得点にとどまったが、ポストプレーなどでのチームへの貢献が評価された。なお、横浜FM時代の年俸は2億円だったが、レアル・バリャドリード時代は3500万円まで下がった。
シーズン終了後に完全移籍やレンタルの延長が検討されたが、日本代表の試合での負傷がきっかけで高校時代から膝の前十字靭帯を切ったままプレーを続けていたことが発覚し、契約を見送られた。

### Jリーグ復帰
スペインでのプレーが出来なくなり、横浜F・マリノスへ復帰したが、その後はケガや体調不良などで得点数が激減した。
横浜F・マリノスは城がスペインにいた2000年前半のJ1・1stステージで5年ぶりのステージ優勝を遂げ、エースの不在をはね返した。逆に同年12月のJリーグチャンピオンシップにおける2試合無得点の敗退（鹿島アントラーズが優勝）やリーグ最終戦までJ2降格の危機が残った2001年の低迷は城の不振が原因とされ、サポーターからの批判を浴びた。期限付き移籍でヴィッセル神戸に加入 した2002年も1ゴールのみに終わり、年末には神戸から翌シーズンの契約延長を見送られ、また本籍の横浜F・マリノスからも戦力外通告を受け、J1でのプレーはこの年限りとなった。2003年にJ2の横浜FCへ加入した。
社長の奥寺康彦が市原のゼネラルマネージャーや監督として獲得や指導に関わった城を勧誘した事で実現し、高校の同期生の横山と同じチームになった。城はレギュラーとして試合に出場し、その合間にテレビのスポーツ番組やバラエティ番組への出演もしばしば行った。
財政難や劣悪な練習環境に苦しむ横浜FCは低迷を続け、J1昇格を予想される事はほとんど無かったが、城はコンスタントな活躍を続け、徐々に同僚やサポーターからチームリーダーとしての信頼を勝ち取っていった。
城は後にスポーツ雑誌『Number』のインタビューに答え、この時期の意識変化は妻の助言に依る所が大きかったと述べた。
2006年には主将として高木琢也監督の下、三浦知良とツートップを組み、クラブ初のJ1昇格を決めたが、前述の靭帯の故障が限界に達し、2006年シーズンを最後に現役引退を発表。シーズン中にも拘らず11月23日・三ツ沢公園球技場で行われた徳島ヴォルティスとの試合後にファンの前で引退の挨拶を行った。この時、当時39歳の三浦知良は「俺よりも若い」と引退を惜しんでいる。
現役最後の公式戦となった12月2日の愛媛FC戦ではアシストを記録し、試合後のセレモニーでJ2優勝カップを掲げ三ツ沢の1万人以上のサポーターからの歓声で送り出されて、13年間のプロサッカー選手生活を終えた。

## 引退後
引退後の2007年2月にはJリーグ百年構想メッセンジャーに任命され、Jリーグが目標に掲げる地域スポーツ文化形成のための各種広報活動に参加している。この他、テレビ（主に日本テレビ放送網のJリーグ・日本代表・高校サッカーなどのレギュラー解説者）などで試合解説、スポーツニッポンの評論家として活動している。
同年4月より日本テレビ放送網の『サッカーアース』コメンテーター出演。
なお、引退試合開催に必要な公式戦500試合出場は満たすことは出来なかったが、日本代表に貢献した功績を鑑みて引退試合の開催が許可された。城の引退試合は最終所属クラブである、横浜FCの主催試合として2008年1月27日に三ツ沢公園球技場で行われた。
2009年、日本サッカー協会指導者ライセンスの最高位であるS級ライセンスを取得した。
2013年、インテル・ミラノの日本でのサッカースクール「インテルアカデミージャパン」のテクニカルディレクターに就任。
2017年5月、北海道サッカーリーグに所属する十勝FC（現・北海道十勝スカイアース）のスーパーバイザーに就任。
2019年3月、北海道十勝スカイアースの統括ゼネラルマネージャー就任が発表された。

## エピソード
- プロ1年目に挙げた12得点は、長くJリーグの新人最多得点記録であった。2009年に渡邉千真が13得点を挙げてこれを更新したが、渡邉は大学からのプロ入りであり、高卒新人としては未だに城の記録は破られていない。その当時電車で自分の新聞記事を夢中で読んでいる人が、「すごいな、このシロ」と名前を間違えて読んでいたことで、もっと活躍しようと思ったと『ジャンクSPORTS』で発言した。
- 帝京高校に進むつもりだったが、前園真聖から誘いの電話を受け鹿児島実業に進路を変更した[12]。
- 当初、高校卒業後の進路は横浜フリューゲルスに内定していた。
- ゴールを決めると前転宙返りのパフォーマンスをすることが多かった。
- 名前は彰二だが長男である。これは、名前に入っている言葉通り「上昇」を願い、「1」から上昇するのでは無く、「2」から「1」に向かって上昇して欲しいと言う願いが込められているらしい。
- 1998年のW杯後にフランスからの帰国後、一部の心ないファンにより成田国際空港で清涼飲料水をかけられる事件が発生。選手とファン（サポーター）との関係、あるいは地下鉄サリン事件などとの関連で指摘されていた要人警護のあり方などが議論になった。城自身は「ファンからの批判を甘受する」として冷静な対応をとりバッシングは一時沈静化したが、汚名を払拭するには至らず日本代表の決定力不足の象徴として批判されることとなった。
- 1998年3月1日のダイナスティカップ韓国戦で、センターサークル付近で柳想鐵が肘を城の顔面に入れ前歯が折れる[要出典]。現在前歯が差し歯になっている[要出典]。ちなみにこの試合で前歯が折れた状態で試合終了間際にコーナキックから勝ち越しとなるヘディングでのゴールを決めている。
- 現役時代、かねてから地元北海道のコンサドーレ札幌入りを希望していたらしく、市原時代の同僚であり札幌OBの野々村芳和もクラブに打診していたが、移籍金の高さがネックとなって実現しなかったことが、2007年5月19日の『Eスポーツ』（北海道放送）出演時に明らかになった。現在は北海道で解説者として活躍している野々村の解説を参考に日々解説者の勉強に励んでいるという。また、この日の放送で快進撃を続ける札幌のサッカーが前年の横浜FCのものと似ていると評している。[出典無効]
- レアル・バリャドリードからのオファーがあった同時期に、中田英寿の後釜の日本人を探していたセリエＡのペルージャからもオファーがあったが、自分にはイタリアよりスペインが合ってると判断し、レアル・バリャドリードへ移籍した。その後ペルージャには、中田と入れ替わるように安貞桓が加入している。
- レアル・バリャドリード在籍時代にFCバルセロナ戦の試合中、ルイス・フィーゴにチョイチョイと手招きをされ「俺がやっている寿司屋に来てくれよ」と誘われた。来店して食べてみたがあんまり美味くなかったとのこと。 またこの時にフィーゴとユニフォーム交換をする約束をしていたが、試合後にカルレス・プジョルに「ユニフォーム交換しよう」と話しかけられ、「フィーゴと交換する約束をした」と言っても聞かず、結局プジョルとユニフォームを交換した。
- レアル・バリャドリードはあまり裕福なクラブではなく、ユニフォームは支給ではなく選手の買い取り、練習着もかごから早い者勝ちで取るという状態だったという。また、用具をメーカーから支給されるような選手もあまりいなく、自費でデパートで買っている選手もいた。そのため、スペイン時代に当時契約していたナイキ・ジャパンから10足くらいスパイクを送ってもらったが、1足を残してチームメイトにとられてしまったという。
  - 上記のスペインでのエピソードは2011年6月にバルサTV（J SPORTS）で該当試合を城自らの解説で放送された際に明かした[出典無効]。
- 弟の城和憲もサッカー選手として日本フットボールリーグのホンダロックSCに所属していた（2007年現役引退、コーチを経て2011年9月より2012年まで監督）。
- 2007年12月、城彰二のフットボール人生を綴ったオフィシャルDVD『JO　DREAM』が発売。
- 2009年7月、城彰二の実践ノウハウ、考え方を綴ったオフィシャルDVD『城 彰二 ゴールからの逆算』が発売。
- B'zのファン。かつて、松本孝弘と音楽番組内で対談を行った事もある。
- 初代ルーレットゴルフ王者（YouTube 手越祐也チャンネル参照）
- 自身のYouTubeチャンネルの生配信で、ワールドカップ2022初戦のドイツ戦では、森保一監督が、0-1で負けている状況で後半から守備の選手を投入したことに対して、「手が無いんだって、森保さんね」「前からそうでしょ。結局メンバー選考も、結局守備をするフォワードを選んでいるだけだからね。失点したらアウトだよ。やりようがない」と分析したが[13]、実際は3バックに変更して南野・堂安を2シャドー・伊藤・三笘をウィング、ボランチに鎌田・遠藤を配置するなどポジションを多彩に変更し2-1で勝利、ドイツ相手に初勝利をあげたうえに、日本代表史上初のワールドカップの舞台で逆転勝利をあげた。

## 所属クラブ
- 1983年 - 1987年 室蘭中島旭ヶ丘サッカー少年団
- 1988年 - 1988年 室蘭市立向陽中学校
- 1988年 - 1990年 姶良市立加治木中学校
- 1991年 - 1994年 鹿児島実業高等学校
- 1994年 - 1996年  ジェフユナイテッド市原
- 1997年 - 2002年  横浜マリノス/横浜F・マリノス
  - 2000年 - 2000年7月  バリャドリード（期限付き移籍）
  - 2002年  ヴィッセル神戸（期限付き移籍）
- 2003年 - 2006年  横浜FC

## 個人成績
| 国内大会個人成績 | 国内大会個人成績       | 国内大会個人成績 | 国内大会個人成績 | 国内大会個人成績 | 国内大会個人成績            | 国内大会個人成績 | 国内大会個人成績 | 国内大会個人成績 | 国内大会個人成績 | 国内大会個人成績 | 国内大会個人成績 |
| 年度             | クラブ                 | 背番号           | リーグ           | リーグ戦         | リーグ戦                    | リーグ杯         | リーグ杯         | オープン杯       | オープン杯       | 期間通算         | 期間通算         |
| 年度             | クラブ                 | 背番号           | リーグ           | 出場             | 得点                        | 出場             | 得点             | 出場             | 得点             | 出場             | 得点             |
| 日本             | 日本                   | 日本             | 日本             | リーグ戦         | リーグ戦                    | リーグ杯         | リーグ杯         | 天皇杯           | 天皇杯           | 期間通算         | 期間通算         |
| ---------------- | ---------------------- | ---------------- | ---------------- | ---------------- | --------------------------- | ---------------- | ---------------- | ---------------- | ---------------- | ---------------- | ---------------- |
| 1994             | 市原                   | -                | J                | 33               | 12                          | 2                | 1                | 2                | 0                | 37               | 13               |
| 1995             | 市原                   | -                | J                | 43               | 14                          | -                | -                | 0                | 0                | 43               | 14               |
| 1996             | 市原                   | -                | J                | 23               | 9                           | 13               | 4                | 1                | 0                | 37               | 13               |
| 1997             | 横浜M                  | 9                | J                | 21               | 12                          | 0                | 0                | 2                | 2                | 23               | 14               |
| 1998             | 横浜M                  | 9                | J                | 31               | 25                          | 0                | 0                | 1                | 0                | 32               | 25               |
| 1999             | 横浜FM                 | 11               | J1               | 25               | 18                          | 6                | 3                | 3                | 1                | 34               | 22               |
| スペイン         | スペイン               | スペイン         | スペイン         | リーグ戦         | リーグ戦                    | 国王杯           | 国王杯           | オープン杯       | オープン杯       | 期間通算         | 期間通算         |
| 1999-00          | レアル・バリャドリード | 25               | プリメーラ       | 15               | 2                           |                  |                  |                  |                  |                  |                  |
| 日本             | 日本                   | 日本             | 日本             | リーグ戦         | リーグ戦                    | リーグ杯         | リーグ杯         | 天皇杯           | 天皇杯           | 期間通算         | 期間通算         |
| 2000             | 横浜FM                 | 31               | J1               | 4                | 2                           | 0                | 0                | 0                | 0                | 4                | 2                |
| 2001             | 横浜FM                 | 11               | J1               | 25               | 2                           | 8                | 4                | 1                | 0                | 34               | 6                |
| 2002             | 神戸                   | 9                | J1               | 25               | 1                           | 6                | 2                | 1                | 0                | 32               | 3                |
| 2003             | 横浜FC                 | 25               | J2               | 33               | 12                          | -                | -                | 1                | 4                | 34               | 16               |
| 2004             | 横浜FC                 | 25               | J2               | 35               | 8                           | -                | -                | 2                | 0                | 37               | 8                |
| 2005             | 横浜FC                 | 9                | J2               | 40               | 12                          | -                | -                | 1                | 0                | 41               | 12               |
| 2006             | 横浜FC                 | 9                | J2               | 43               | 12                          | -                | -                | 0                | 0                | 43               | 12               |
| 通算             | 日本                   | 日本             | J1               | 230              | 95                          | 35               | 14               | 11               | 3                | 276              | 112              |
| 通算             | 日本                   | 日本             | J2               | 151              | 44                          | -                | -                | 4                | 4                | 155              | 48               |
| 通算             | スペイン               | スペイン         | プリメーラ       | 15               | 2\|\|\|\|\|\|\|\|\|\|\|\|   |                  |                  |                  |                  |                  |                  |
| 総通算           | 総通算                 | 総通算           | 総通算           | 396              | 141\|\|\|\|\|\|\|\|\|\|\|\| |                  |                  |                  |                  |                  |                  |

その他の公式戦
- 2000年
  - Jリーグチャンピオンシップ 2試合0得点
- リーグ戦初出場 - 1994年3月12日対ガンバ大阪戦
- リーグ戦初得点 - 1994年3月12日対ガンバ大阪戦

## 代表歴

### 出場大会など
- 1990年 ジュニアユース代表
- 1992年 ユース代表
- 1996年 アトランタオリンピック日本代表
- 日本代表
  - 1996年AFCアジアカップ
  - 1997年キングスカップ
  - 1998年ダイナスティーカップ
  - 1998年FIFAワールドカップ
  - 1999年コパアメリカ
  - 2000年ハッサン2世国王杯

### 試合数
- 35試合 7得点(1995年 - 2001年)[1]

| 日本代表 | 国際Aマッチ | 国際Aマッチ |
| 年       | 出場        | 得点        |
| -------- | ----------- | ----------- |
| 1995     | 1           | 0           |
| 1996     | 3           | 0           |
| 1997     | 13          | 4           |
| 1998     | 10          | 1           |
| 1999     | 5           | 0           |
| 2000     | 2           | 2           |
| 2001     | 1           | 0           |
| 通算     | 35          | 7           |

### 出場
| No. | 開催日         | 開催都市                   | スタジアム                         | 対戦相手         | 結果        | 監督                 | 大会                       |
| --- | -------------- | -------------------------- | ---------------------------------- | ---------------- | ----------- | -------------------- | -------------------------- |
| 1.  | 1995年09月20日 | 東京都                     | 国立霞ヶ丘競技場陸上競技場         | パラグアイ       | ●1-2        | 加茂周               | デサント・アディダスマッチ |
| 2.  | 1996年10月13日 | 愛知県                     | 神戸総合運動公園ユニバー記念競技場 | チュニジア       | ○1-0        | 加茂周               | プーマカップ               |
| 3.  | 1996年12月12日 | アル・アイン               |                                    | 中華人民共和国   | ○1-0        | 加茂周               | アジアカップ               |
| 4.  | 1996年12月15日 | アル・アイン               |                                    | クウェート       | ●0-2        | 加茂周               | アジアカップ               |
| 5.  | 1997年02月09日 | バンコク                   |                                    | タイ             | △1-1        | 加茂周               | キングスカップ             |
| 6.  | 1997年02月13日 | バンコク                   |                                    | スウェーデン     | ●0-1        | 加茂周               | キングスカップ             |
| 7.  | 1997年03月15日 | バンコク                   |                                    | タイ             | ●1-3        | 加茂周               | 国際親善試合               |
| 8.  | 1997年03月23日 | マスカット                 |                                    | オマーン         | ○1-0        | 加茂周               | ワールドカップ予選         |
| 9.  | 1997年03月27日 | マスカット                 |                                    | ネパール         | ○6-0        | 加茂周               | ワールドカップ予選         |
| 10. | 1997年05月21日 | 東京都                     | 国立霞ヶ丘競技場陸上競技場         | 韓国             | △1-1        | 加茂周               | ワールドカップ記念試合     |
| 11. | 1997年08月13日 | 大阪府                     | 長居陸上競技場                     | ブラジル         | ●0-3        | 加茂周               | 国際親善試合               |
| 12. | 1997年09月07日 | 東京都                     | 国立霞ヶ丘競技場陸上競技場         | ウズベキスタン   | ○6-3        | 加茂周               | ワールドカップ予選         |
| 13. | 1997年09月19日 | アブダビ                   |                                    | アラブ首長国連邦 | △0-0        | 加茂周               | ワールドカップ予選         |
| 14. | 1997年10月11日 | タシケント                 |                                    | ウズベキスタン   | △1-1        | 岡田武史             | ワールドカップ予選         |
| 15. | 1997年10月26日 | 東京都                     | 国立霞ヶ丘競技場陸上競技場         | アラブ首長国連邦 | △1-1        | 岡田武史             | ワールドカップ予選         |
| 16. | 1997年11月08日 | 東京都                     | 国立霞ヶ丘競技場陸上競技場         | カザフスタン     | ○5-1        | 岡田武史             | ワールドカップ予選         |
| 17. | 1997年11月16日 | ジョホールバル             |                                    | イラン           | ○3-2(延長V) | 岡田武史             | ワールドカップ予選         |
| 18. | 1998年02月15日 | アデレード                 |                                    | オーストラリア   | ○3-0        | 岡田武史             | 国際親善試合               |
| 19. | 1998年03月01日 | 神奈川県                   | 横浜国際総合競技場                 | 韓国             | ○2-1        | 岡田武史             | ダイナスティカップ         |
| 20. | 1998年03月07日 | 東京都                     | 国立霞ヶ丘競技場陸上競技場         | 中華人民共和国   | ●0-2        | 岡田武史             | ダイナスティカップ         |
| 21. | 1998年05月17日 | 東京都                     | 国立霞ヶ丘競技場陸上競技場         | パラグアイ       | △1-1        | 岡田武史             | キリンカップ               |
| 22. | 1998年05月24日 | 神奈川県                   | 横浜国際総合競技場                 | チェコ           | △0-0        | 岡田武史             | キリンカップ               |
| 23. | 1998年06月03日 | ローザンヌ                 |                                    | ユーゴスラビア   | ●0-1        | 岡田武史             | 国際親善試合               |
| 24. | 1998年06月14日 | トゥールーズ               |                                    | アルゼンチン     | ●0-1        | 岡田武史             | ワールドカップ             |
| 25. | 1998年06月20日 | ナント                     |                                    | クロアチア       | ●0-1        | 岡田武史             | ワールドカップ             |
| 26. | 1998年06月26日 | リヨン                     |                                    | ジャマイカ       | ●1-2        | 岡田武史             | ワールドカップ             |
| 27. | 1998年10月28日 | 大阪府                     | 長居陸上競技場                     | エジプト         | ○1-0        | フィリップ・トルシエ | キリンチャレンジ           |
| 28. | 1999年03月31日 | 東京都                     | 国立霞ヶ丘競技場陸上競技場         | ブラジル         | ●0-2        | フィリップ・トルシエ | キリンビバレッジ           |
| 29. | 1999年06月29日 | アスンシオン               |                                    | ペルー           | ●2-3        | フィリップ・トルシエ | コパ・アメリカ             |
| 30. | 1999年07月02日 | アスンシオン               |                                    | パラグアイ       | ●0-4        | フィリップ・トルシエ | コパ・アメリカ             |
| 31. | 1999年07月05日 | ペドロ・ファン・カバジェロ |                                    | ボリビア         | △1-1        | フィリップ・トルシエ | コパ・アメリカ             |
| 32. | 1999年09月08日 | 神奈川県                   | 横浜国際総合競技場                 | イラン           | △1-1        | フィリップ・トルシエ | キリンチャレンジ           |
| 33. | 2000年03月15日 | 愛知県                     | 神戸総合運動公園ユニバー記念競技場 | 中華人民共和国   | △0-0        | フィリップ・トルシエ | キリンビバレッジ           |
| 34. | 2000年06月06日 | カサブランカ               |                                    | ジャマイカ       | ○4-0        | フィリップ・トルシエ | ハッサン2世杯              |
| 35. | 2001年03月24日 | サンドニ                   |                                    | フランス         | ●0-5        | フィリップ・トルシエ | 国際親善試合               |

### 得点数
| # | 開催日時       | 開催地                     | 対戦国         | スコア | 最終結果 | 大会                                           |
| - | -------------- | -------------------------- | -------------- | ------ | -------- | ---------------------------------------------- |
| 1 | 1997年2月9日   | バンコク, タイ             | タイ           | 1–0    | 1–1      | キングスカップ 1997                            |
| 2 | 1997年3月27日  | マスカット, オマーン       | ネパール       | 1–0    | 6–0      | 1998 FIFAワールドカップ・アジア予選            |
| 3 | 1997年9月7日   | 東京都, 日本               | ウズベキスタン | 4–0    | 6–3      | 1998 FIFAワールドカップ・アジア予選            |
| 4 | 1997年11月16日 | ジョホールバル, マレーシア | イラン         | 2–2    | 3–2      | 1998 FIFAワールドカップ・アジア予選 プレーオフ |
| 5 | 1998年3月1日   | 神奈川県, 日本             | 韓国           | 2–1    | 2–1      | ダイナスティカップ1998                         |
| 6 | 2000年6月6日   | カサブランカ, モロッコ     | ジャマイカ     | 1–0    | 4–0      | ハサン2世国王杯 2000                           |
| 7 | 2000年6月6日   | カサブランカ, モロッコ     | ジャマイカ     | 2–0    | 4–0      | ハサン2世国王杯 2000                           |

## テレビ出演

### 番組
- KICK OFF! FUKUOKA（テレビ西日本、2024年4月6日-）

### CM
- サントリー 『デカビタC』（1996年 - 1998年）
  - 「シャワールーム」編 - 三浦知良との共演
  - 「車にボールをぶつける」「ジャンケン」「バスを間違える岡野」「お願い・照れる」編 - 三浦知良、岡野雅行との共演
- キリンビバレッジ（2009年 - ）
  - 「次世代育成」編
  - メッツコーラ「出没丹下 城」篇（2012年 - ）
- ショップジャパン
  - 『スレンダートーン』（2017年 - ） - 通販番組で腹筋ベルトを使って腹部の1ケ月ダイエットを実践[14]